# Attentat de Jos du 24 décembre 2010
L'attentat de Jos du 24 décembre 2010 est commis pendant l'insurrection de Boko Haram.

## Déroulement
Le 24 décembre 2010, la veille de Noël, sept explosions ont lieu dans la ville de Jos, dans l'État du Plateau, faisant 80 morts. Le même jour, à Maiduguri six chrétiens, dont un pasteur, sont assassinés et une église est incendiée. Les attentats sont revendiqués par Boko Haram. Les attaques sont également condamnées le 26 décembre par le pape Benoît XVI,,,.